# Суттнер, Эрнст Кристоф
Эрнст Кристоф Су́ттнер (нем. Ernst Christoph Suttner; 4 октября 1933, Регенсбург — 22 октября 2024, Вюрцбург) — католический священник, историк Церкви. Доктор богословия (1967). Член Австрийской академии наук. Деятель экуменического движения.

## Жизнеописание
Родился 4 октября 1933 года в Регенсбурге, где получил начальное образование. Философские и богословские исследования окончил в Папском Григорианском университете и Папском Восточном институте в Риме в 1954—1960 годах. На последнем году обучения получил иерейские рукоположения по византийскому обряду. Титул доктора богословия получил в 1967 году, а в 1974 году защитил хабилитационный труд. В 1962—1975 годах занимался научной и преподавательской деятельностью в Вюрцбургском университете, после чего получил приглашение на должность обычного профессора Института патрологии и Восточных Церквей Венского университета, который возглавлял до выхода на пенсию в 2004 году.
В 1979—2002 годах был официальным членом Международной смешанной комиссии по богословскому диалогу между православными и католическими церквями.
В 1993—1999 годах одновременно исполнял обязанности пастыря немецкоязычных католиков в Москве, преподавая также в богословской академии в Москве. С 1995 года — гостевой профессор Львовской богословской академии и Украинском католическом университете во Львове.
Когда он переехал в Вюрцбург в 2011 году, он передал свою исследовательскую библиотеку по Восточным церквам в дар Институту экуменических исследований при Фрибургском университете.
Скончался 22 октября 2024 года в Вюрцбурге.